# Championnat de France de football américain 2009
Navigation
Saison 2008 Saison 2010
La saison 2009 du Casque de diamant est la 28e saison du championnat de France de football américain élite. Elle a débuté le 24 janvier 2009. Le championnat est disputé par dix équipes réparties en deux poules : Nord et Sud. Le XVe casque de diamant(finale) a eu lieu le 20 juin à Saint-Gratien au Stade Michel Hidalgo.

## Déroulement du championnat
Le championnat de France élite compte 10 clubs répartis en deux poules :
- Nord : Cougars de Saint-Ouen-l'Aumône, Flash de La Courneuve, Molosses d'Asnières, Spartiates d'Amiens, Templiers d'Élancourt
- Sud : Argonautes d'Aix-en-Provence, Black Panthers de Thonon, Dauphins de Nice, Iron Mask de Cannes, Servals de Clermont-Ferrand

Pendant la saison régulière, du 24 janvier au 24 mai, chaque club joue 10 matchs, 5 à domicile et 5 à l'extérieur. Il joue 2 matches face aux clubs de sa poule et 1 match face à deux clubs de l'autre poule.
À l'issue de la saison régulières, les deux premiers de chaque poules sont qualifiés pour les demi-finales. Le 1er de la poule nord rencontre le 2e de la poule sud et 1er de la poule sud rencontre le 2e de la poule nord. Les 2 premiers ont l'avantage de jouer à domicile.
Les derniers de chaque poules sont relégués en division 2.

## Classement général
| Qualifié en play-offs |

| Relégué en casque d'or |

| Poule Nord                     |       |      |      |      |     |          |            |      |
| Club                           | Jour. | Vic. | Nuls | Déf. | Pts | Pts pour | Pts contre | Diff |
| Flash de La Courneuve          | 10    | 9    | 0    | 1    | 28  | 313      | 119        | +194 |
| Templiers d’Élancourt          | 10    | 7    | 0    | 3    | 24  | 306      | 165        | +141 |
| Spartiates d'Amiens            | 10    | 7    | 0    | 3    | 24  | 258      | 131        | +127 |
| Cougars de Saint-Ouen-l'Aumône | 10    | 4    | 0    | 6    | 18  | 163      | 170        | -7   |
| Molosses d'Asnières            | 10    | 1    | 0    | 9    | 11  | 60       | 368        | -308 |

| Poule Sud                   |       |      |      |      |     |          |            |      |
| Club                        | Jour. | Vic. | Nuls | Déf. | Pts | Pts pour | Pts contre | Diff |
| Black Panthers de Thonon    | 10    | 7    | 0    | 3    | 24  | 377      | 199        | +178 |
| Argonautes d'Aix            | 10    | 7    | 0    | 3    | 24  | 328      | 175        | +153 |
| Dauphins de Nice            | 10    | 4    | 0    | 6    | 18  | 217      | 244        | -27  |
| Iron Mask de Cannes         | 10    | 4    | 0    | 6    | 18  | 234      | 349        | -115 |
| Servals de Clermont-Ferrand | 10    | 0    | 0    | 10   | 9   | 48       | 384        | -336 |

## Calendrier / Résultats
| 1re journée (24 janvier, 25 janvier et 15 février 2009) - Cougars 8 - 20 Flash - Molosses 14 - 33 Spartiates - Dauphins 18 - 0 Servals - Templiers 42 - 14 Iron Mask - Argonautes 13 - 35 Black Panthers 2e journée (7 février, 8 février et 15 février 2009) - Templiers 21 - 10 Spartiates - Servals 0 - 16 Argonautes - Flash 21 - 14 Black Panthers - Molosses 0 - 19 Cougars - Iron Mask 13 - 40 Dauphins 3e journée (21 février et 22 février 2009) - Flash 84 - 0 Molosses - Cougars 21 - 0 Templiers - Black Panthers 56 - 0 Servals - Argonautes 20 - 34 Iron Mask - Spartiates 30 - 8 Dauphins 4e journée (7 mars et 8 mars 2009) - Spartiates 13 - 06 Cougars - Flash 28 - 25 Templiers - Dauphins 27 - 35 Argonautes - Black Panthers 55 - 10 Iron Mask - Molosses 14 - 06 Servals 5e journée (21 mars et 22 mars 2009) - Spartiates 23 - 20 Flash - Templiers 55 - 6 Molosses - Black Panthers 42 - 28 Dauphins - Iron Mask 47 - 6 Servals - Cougars 13 - 10 Argonautes |  | 6e journée (1er mars, 4 avril et 11 avril 2009) - Black Panthers 6 - 43 Templiers - Flash 33 - 13 Cougars - Spartiates 18 - 0 Molosses - Black Panthers 33 - 37 Argonautes - Servals 9 - 29 Dauphins - Iron Mask 6 - 28 Flash 7e journée (18 avril, 19 avril, 16 mai et 17 mai 2009) - Cougars 21 - 6 Molosses - Spartiates 23 - 29 Templiers - Argonautes 49 - 0 Servals - Iron Mask 35 - 33 Dauphins - Dauphins 21 - 12 Cougars - Servals - 66 Spartiates - Argonautes 59 - 20 Molosses 8e journée (25 avril, 2 mai et 3 mai 2009) - Templiers 35 - 31 Cougars - Molosses 0 - 39 Flash - Servals 20 - 39 Black Panthes - Iron Mask 7 - 56 Argonautes 9e journée (9 maiet 10 mai 2009) - Cougars 19 - 34 Spartiates - Templiers 21 - 26 Flash - Argonautes 33 - 6 Dauphins - Iron Mask 20 - 62 Black Panthers 10e journée (23 mai et 24 mai 2009) - Flash 14 - 9 Spartiates - Molosses 0 - 35 Templiers - Dauphins 7 - 35 Black Panthers - Servals 7 - 48 Iron Mask |

## Play-offs

### Demi-finales
Le 30 mai et 6 juin 2009 :
- Black Panthers 41 - 39 Templiers

- Flash 46 - 12 Argonautes

### Finale - Casque de diamant XV
Le 20 juin 2009 à Saint-Gratien au Stade Michel Hidalgo :
- Black Panthers 27 - 41 Flash

## Note
1. ↑  La dénomination casque de diamant n'existe que depuis 1995, alors que le championnat de France existe depuis 1982.
2. 1 2  Dont un forfait.
3. ↑  Les Dauphins de Nice remportent le match 28-0 sur le terrain, cependant à cause du manque d'un arbitre affilié au club des Servals de Clermont-Ferrand, ces derniers sont contraints de déclarer forfait et le score est ramené à 18-0.
4. ↑  Les Spartiates d'Amiens remportent le match sur forfait, les Molosses d'Asnières ne se sont pas déplacés à Amiens. En cas de forfait, le score est considéré de 18-0.

## Sources
- (fr) Fédération française de foot américain
- (fr) Championnat Élite
- (fr) france.usfoot.com
- (fr) footballamericain.radiossa.com